# East Meets East

East Meets East este un album al violonistului Nigel Kennedy. Interpretează: Nigel Kennedy și Kroke Band (1, 2, 4 - 7, 10, 13, 14), Nigel Kennedy/Miles Bould/Mo Foster/Kroke (3, 12), Nigel Kennedy/Kroke/John Stanley (8), Nigel Kennedy/Aboud Abdul Aal/Miles Bould/Kroke/Kraków Philharmonic Orchestra (9). Compozitori: tradițional, Goran Bregovic, Tomasz Kukurba, Nigel Kennedy, Harry Kandel, Tomasz Lato, Jerzy Bawol. 10 - Dedicație: Maria Tănase.

## Detalii ale albumului
- Genre: Folk, World, & Country
- Style: Folklore
- Casa de discuri: EMI Records
- Format: CD, Compilation, Digisleeve
- Data Lansari: 2003

## Lista pieselor
- 01 - Ajde Jano [4:24]
- 02 - Lullaby for Kamila [3:24]
- 03 - T 4.2 [6:11]
- 04 - Eden'' [6:06]
- 05 - Dafino [2:51] [1]
- 06 - Jovano Jovanke [4:25]
- 07 - Ederlezi [5:47]
- 08 - Kazimierz [3:28]
- 09 - One Voice [4:54]
- 10 - Tribute to Maria Tănase [3:11] [2]
- 11 - Time 4 Time [5:21]
- 12 - Vino [6:04]
- 13 - Lost in Time [4:22]
- 14 - Kukush [4:42]